# 久田将義
久田 将義（ひさだ まさよし、1967年 - ）は、日本の元雑誌編集者。

## 略歴
東京都世田谷区生まれ、神奈川県横浜市育ち。明治大学付属中野中学校・高等学校ではラグビー部に所属。
法政大学社会学部卒業後、産経メディックス入社。その後、三才ブックス入社、『別冊ラジオライフ』編集部に所属。後に、ワニマガジン社に移籍、『アクションカメラ』編集部に所属。松沢呉一の連載などを担当。その傍ら、ムック「ワニの穴」シリーズ（「東京ダークサイドリポート」「うわさの裏本」「ドキュメント消えた殺人者たち」など）の編集を手掛ける。
2000年、ミリオン出版に移籍。『別冊GON!』副編集長を経て『ダークサイドJAPAN』を創刊。2001年、『実話GON!ナックルズ』編集長に就任。後に『実話ナックルズ』と改題。2005年、『ノンフィクスナックルズ』創刊。2006年、『ノンフィクスナックルズ』を『THE HARD COREナックルズ』に改題。編集局次長に就任。2006年末、選択出版に移籍。月刊『選択』次長。2007年、朝日新聞社（現・朝日新聞出版）『週刊朝日』編集部に移籍。2008年、ミリオン出版に復帰。『実話ナックルズRARE』を創刊するが創刊号にて休刊。2009年、『実話ナックルズ』編集長に復帰。編集局次長に復帰、2010年退任。2017年11月、「東京BREAKING NEWS」を「久田将義責任編集 TABLO」に改称。公式ニコニコ生放送を開始。現在、チャンネル放送でニコ生タックルズ、噂のワイドショーを配信。約一か月半のうち一回、ロフトグループのイベントに出演。

## エピソード
- 「オーマイニュース」の鳥越俊太郎の後任の編集長として名前が挙がった。
- 『噂の真相』の復刊が囁かれた際、編集長・岡留安則の後任として名前が挙がった。

## 著作

### 単著
- 『トラブルなう』ミリオン出版、ナックルズ選書、2011年
- 『原発アウトロー青春白書 福島第一原発で体を張る若者たちの真実』ミリオン出版、ナックルズ選書、2012年
- 『関東連合 六本木アウトローの正体』筑摩書房、ちくま新書1028、2013年
- 『生身の暴力論』講談社、講談社現代新書2336、2015年
- 『「かわいげ」は人生をきりひらく最強の武器になる』CCCメディアハウス、2019年

### 担当書籍
- 『ジャニーズアイドル攻略法』平本淳也著、ワニマガジン社、1997年
- 『絶対デビューしたい!』岩井小百合著、ワニマガジン社、1998年
- 『ニコ生ナックルズ = NICONAMA KNUCKLES』監修、実話ナックルズ・ニコニコ生放送 編、ミリオン出版、2012年
- 『僕たちの時代』青木理共著、毎日新聞社、2012年
- 『特殊詐欺と連続強盗 変異する組織と手口』共編著、文芸春秋社、文春新書、2024年

## 出演

### テレビ
- ゴッドタン〜ゲーセワNEWS〜（テレビ東京、2010年9月1日・2010年10月6日・2010年11月10日・2011年4月28日）
- 5時に夢中!（TOKYO MX、2011年4月）
- バラいろダンディ(東京メトロポリタンテレビジョン)
- ゴロウ・デラックス（TBSテレビ、2011年6月23日）
- フジテレビからの〜!（フジテレビ、2011年6月23日）
- 増刊!たかじんのそこまで言って委員会（読売テレビ）
- 面白い八人（フジテレビONE）
- ビーバップ!ハイヒール（ABCテレビ）
- なるほど!ハイスクール（日本テレビ）
- ガチガセ（日本テレビ）
- 緊急検証!日本の怪村 〜絶対に行ってはいけない村がそこにある〜（ファミリー劇場）
- BAZOOKA!!!（BSスカパー!）
- たかじんNOマネー〜人生は金時なり〜（テレビ大阪）
- 週刊フジテレビ批評(フジテレビ)
- EXD44(テレビ朝日)

### ラジオ
- ニュース探究ラジオ Dig（TBSラジオ）
- Jam the WORLD（J-WAVE）
- 荻上チキsession(TBSラジオ)
- ゴールデンラジオ(文化放送)
- 高城剛未来研究所(TOKYO FM)
- 辛坊治郎ズームそこまで言うか!(ニッポン放送)
- 「スルミpresentトップジャム」(ニッポン放送)

### ウェブテレビ
- ニコ生タックルズ（ニコニコ動画、2010年～毎月第2水曜日）
- ABEMA PRIME1(ABEMA TV)
- 今夜、釈明しますm(_ _)m #2（2017年5月27日、AbemaSPECIAL2チャンネル）[2][3]
- ポリタスTV（YouTube、2020年7月6日）
- シラスチャンネル